# Козариха
Козариха, Тиманівка — річка  в Україні, у Тульчинському  районі Вінницької області, права притока Кільцівки  (басейн Південного Бугу).

## Опис
Довжина річки приблизно 19,5 км. Формується з багатьох безіменних струмків та водойм.  

## Розташування
Бере  початок на північному сході від Вапнярки. Тече переважно на північний схід через Тиманівку і у селі Маркове впадає у річку Кільцівку, праву притоку Сільниці.
Населені пункти вздовж  берегової смуги: Дранка, Одаї, Кирнасівка.
Річку перетинає автомобільна дорога Т 0222